# شیرابه

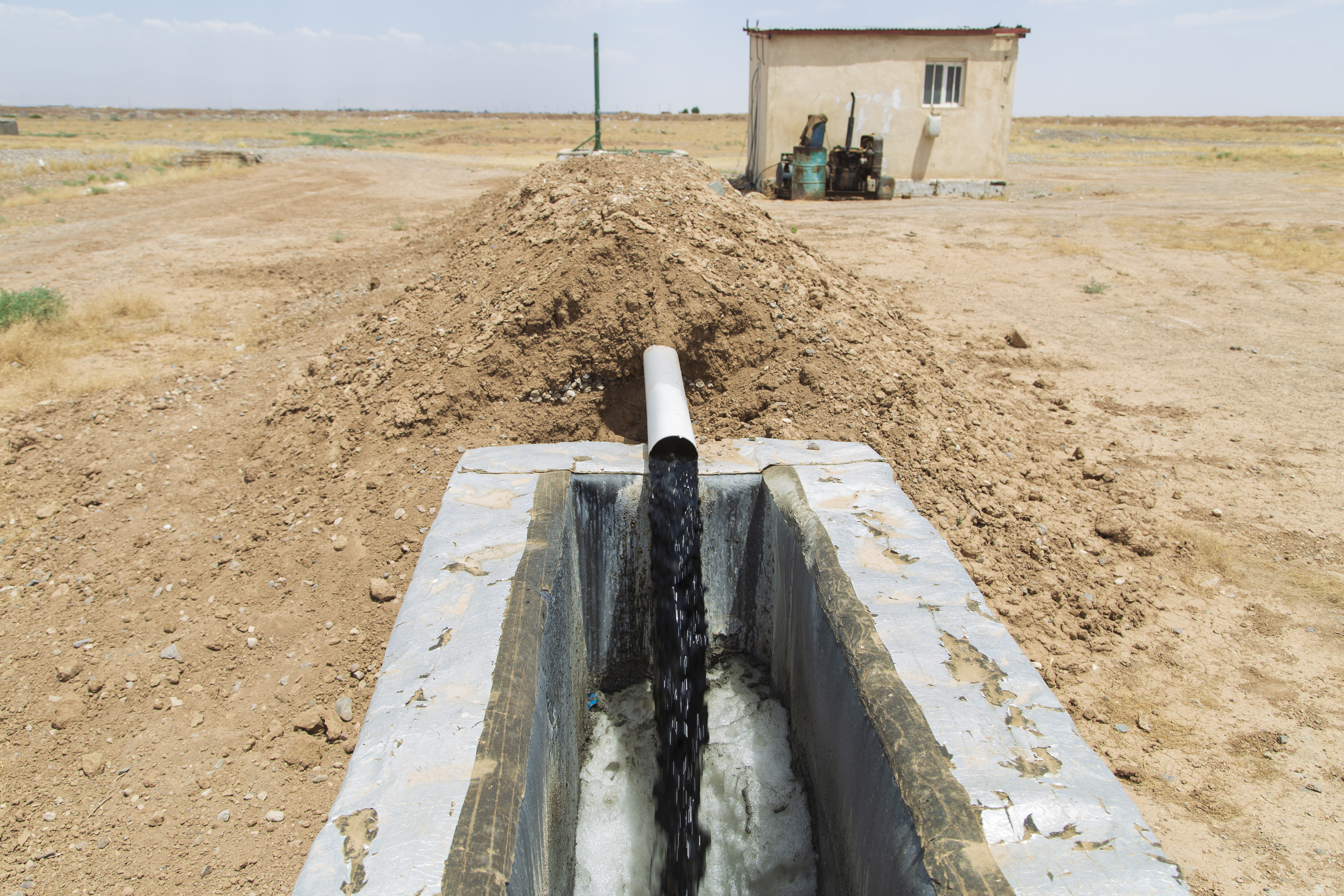
شیرابه‌های برجای مانده از زباله‌های مرکز پسماند شهر قزوین

شیرآبه به مایعی که از داخل زباله عبور کرده و به بیرون زایدات جامد نشت می‌کند و شامل مواد قابل حل، معلق یا ذرات مخلوطی از اجزای همان زباله باشد، گفته می‌شود.
حاصل تغییرات بیولوژیکی، شیمیایی و فیزیکی مواد زاید وارد شده به درون خاک‌چال، تولید شیرابه و بیوگاز می‌باشد. مواد داخل محل دفن از منظر فیزیکی در سه فاز مشاهده می‌گردند: فاز جامد (مانند زباله‌ها)، فاز مایع (مانند شیرآبه) و فاز گاز (مانند بیوگاز)
شیرابه مایعی است که توسط مواد آلی یا معدنی محلول یا معلق موجود در فاز جامد محل دفن غنی شده و از داخل زباله به بیرون نشت نماید. زمانی که میزان رطوبت زباله (Moisture Storage, Moisture Content or Water Content)از ظرفیت میدانی (Field Capacity) زباله فراتر رود، رطوبت اضافی به صورت شیرابه آزاد می‌گردد.